# Thyone suspecta
Thyone suspecta är en sjögurkeart som beskrevs av Ludwig 1875. Thyone suspecta ingår i släktet Thyone och familjen korvsjögurkor. Inga underarter finns listade i Catalogue of Life.